# Ojo Zarco, Michoacán de Ocampo
Ojo Zarco är en ort i Mexiko.   Den ligger i kommunen Tancítaro och delstaten Michoacán de Ocampo, i den södra delen av landet, 300 km väster om huvudstaden Mexico City. Ojo Zarco ligger 1 496 meter över havet och antalet invånare är 170.
Terrängen runt Ojo Zarco är bergig. Runt Ojo Zarco är det ganska glesbefolkat, med 35 invånare per kvadratkilometer. Närmaste större samhälle är Peribán de Ramos, 15,1 km norr om Ojo Zarco. I omgivningarna runt Ojo Zarco växer huvudsakligen savannskog.